# Gângster
Gângster é um termo usado para definir um membro de uma quadrilha, gangue ou de uma organização criminosa semelhante à máfia. Algumas gangues são consideradas parte do crime organizado. Gângsteres também são chamados de mafiosos. As gangues fornecem um nível de organização e recursos que suportam transações criminais muito maiores e mais complexas do que um criminoso individual poderia alcançar. Gângsteres são ativos há muitos anos em países ao redor do mundo e são tema na cultura popular em muitos romances, filmes e videogames.

## Gangue
No uso atual, o termo "gangue" é geralmente usado para uma organização criminosa, e o termo "gângster" invariavelmente descreve um criminoso. Muito foi escrito sobre o assunto de gangues, embora não haja um consenso claro sobre o que constitui uma gangue ou quais situações levam à formação e evolução de gangues. Há um acordo de que os membros de uma gangue têm um senso de identidade e pertencimento comuns, e isso geralmente é reforçado por meio de atividades compartilhadas e por identificações visuais, como roupas especiais, tatuagens ou anéis. Alguns preconceitos podem ser falsos. Por exemplo, a visão comum de que a distribuição ilegal de drogas nos Estados Unidos é amplamente controlada por gangues tem sido questionada.
Uma gangue pode ser um grupo relativamente pequeno de pessoas que cooperam em atos criminosos, como a gangue de Jesse James, que terminou com a morte do líder em 1882. Mas uma gangue pode ser um grupo maior com uma organização formal que sobrevive à morte de seu líder. A Chicago Outfit criada por Johnny Torrio e Al Capone sobreviveu a seus fundadores e sobreviveu ao século XXI. Gangues grandes e bem estruturadas, como a máfia, cartéis de drogas, tríades ou até gangues de motociclistas fora da lei pode realizar transações complexas que estariam muito além da capacidade de um indivíduo e pode fornecer serviços como arbitragem de disputas e execução de contratos paralelos aos de um governo legítimo.
O termo "crime organizado" está associado a gangues e gângsteres, mas não é sinônimo. Uma pequena gangue de rua que se envolve em crimes esporádicos de baixo nível não seria vista como "organizada". Uma organização que coordena gangues em diferentes países envolvidos no comércio internacional de drogas não pode ser considerada uma "gangue".
Embora existam gangues e gângsteres em muitos países e em muitos momentos no passado, eles desempenharam papéis mais proeminentes em tempos de ordem social enfraquecida ou quando os governos tentaram suprimir o acesso a bens ou serviços para os quais há uma alta demanda.

## Estados Unidos

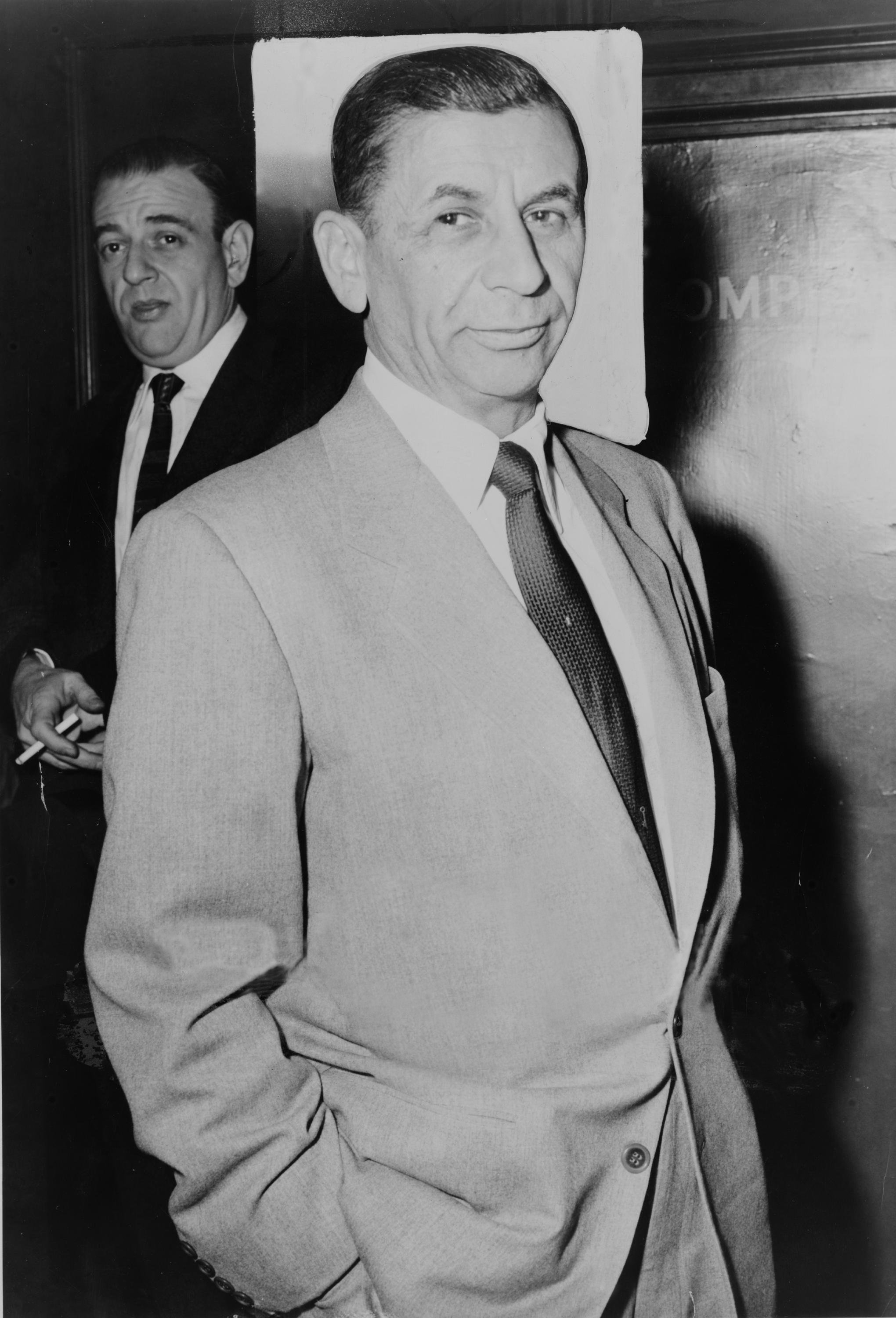
Meyer Lansky

A Lei Seca dos Estados Unidos da América foi uma proibição do uso de bebidas alcoólicas, e no período em que vigorou (1920-1933), o contrabando de bebidas alcoólicas tornou-se bastante lucrativo. Atraídos pelo lucro desse contrabando, muitos gângsteres começaram a praticar esse ato ilegal. Porém, seria difícil burlar as leis, e isso fez com que os gângsteres recorressem ao suborno de policiais, ou propina, conseguindo assim, o encobrimento de suas atitudes e também armas. Um dos gângsteres mais famosos foi Al Capone.
Com o final da II Guerra Mundial, aumentou o número de casinos, que na época só eram legais no estado de Nevada, e muitos gângsteres montaram seus casinos por todo o país.
O mais famoso desses gângsteres foi Meyer Lansky, que lucrou muito com o final da guerra, e ganhava milhares de dólares com todos os seus casinos, se tornando um dos únicos gângsteres que prefere agir por debaixo dos panos, longe dos holofotes.

### Nos Estados Unidos
- Baker, T. Lindsay (2011). Gangster Tour of Texas. [S.l.]: Texas A&M University Press. ISBN 1-60344-258-8
- Cohen, Rich (1999). Tough Jews: Fathers, Sons, and Gangster Dreams. [S.l.]: Random House Digital, Inc. ISBN 0-375-70547-3
- English, T. J. (2006). Paddy Whacked: The Untold Story of the Irish American Gangster. [S.l.]: HarperCollins. ISBN 0-06-059003-3
- Fried, Albert (1980). The rise and fall of the Jewish gangster in America. [S.l.]: Columbia University Press. ISBN 0-231-09683-6
- Gardaphé, Fred L. (2006). From wiseguys to wise men: the gangster and Italian American masculinities. [S.l.]: CRC Press. ISBN 0-415-94648-4
- Hendley, Nate (2007). Bonnie and Clyde: a biography. [S.l.]: Greenwood Publishing Group. ISBN 0-313-33871-X
- Iorizzo, Luciano J. (2003). Al Capone: a biography. [S.l.]: Greenwood Publishing Group. ISBN 0-313-32317-8
- «Mob Life: Gangster Kings of Crime — slideshow». Revista Life. Consultado em 24 de novembro de 2011
- Theoharis, Athan G. (1999). The FBI: a comprehensive reference guide. [S.l.]: Greenwood Publishing Group. ISBN 0-89774-991-X
- Thrasher, Frederic Milton, 1892-1962. (1936). «Chicago's gangland 1923-1926.». Chicago: University of Chicago Press. Consultado em 24 de novembro de 2011
- «Tongs and Street Gangs». MafiaNJ. Consultado em 24 de novembro de 2011
- Toplin, Robert B. (1996). History by Hollywood: The Use and Abuse of the American Past. Urbana, IL: University of Illinois. ISBN 0-252-06536-0

### Na cultura popular
- Anastasia, George; Macnow, Glen; Pistone, Joe (2011). The Ultimate Book of Gangster Movies: Featuring the 100 Greatest Gangster Films of All Time. [S.l.]: Running Press. ISBN 0-7624-4154-2
- Beeton, Sue (2005). Film-induced tourism. [S.l.]: Channel View Publications. ISBN 1-84541-014-9
- Casillo, Robert (2006). Gangster priest: the Italian American cinema of Martin Scorsese. [S.l.]: University of Toronto Press. ISBN 0-8020-9403-1
- Choi, Jinhee (2010). The South Korean film renaissance: local hitmakers, global provocateurs. [S.l.]: Wesleyan University Press. ISBN 0-8195-6940-2
- «City of God». Box Office Mojo. Consultado em 25 de novembro de 2011
- Ebert, Roger (24 de janeiro de 2003). «City of God». Chicago Sun Times. Consultado em 25 de novembro de 2011
- Hark, Ina Rae (2007). American cinema of the 1930s: themes and variations. [S.l.]: Rutgers University Press. ISBN 0-8135-4082-8
- Hoppenstand, Gary (1987). «Gangster Formula». In search of the paper tiger: a sociological perspective of myth, formula, and the mystery genre in the entertainment print mass medium. [S.l.]: Popular Press. ISBN 0-87972-356-4
- Kaplan, David E.; Dubro, Alec (2003). Yakuza: Japan's criminal underworld. [S.l.]: University of California Press. ISBN 0-520-21562-1
- Kenna, Laura Cook (2007). Dangerous men, dangerous media: Constructing ethnicity, race, and media's impact through the gangster image, 1959--2007. [S.l.]: The George Washington University. ISBN 0-549-32685-5
- McCarty, John (2004). Bullets over Hollywood: the American gangster picture from the silents to The Sopranos. [S.l.]: Da Capo Press. ISBN 0-306-81301-7
- Munby, Jonathan (1999). Public enemies, public heroes: screening the gangster from Little Caesar to Touch of Evil. [S.l.]: University of Chicago Press. ISBN 0-226-55033-8
- Nochimson, Martha (2007). Dying to belong: gangster movies in Hollywood and Hong Kong. [S.l.]: Wiley-Blackwell. ISBN 1-4051-6371-2
- Nochimson, Martha P. (2011). World on Film: An Introduction. [S.l.]: John Wiley & Sons. ISBN 1-4443-5833-2
- Reiber, Beth (2011). Frommer's Hong Kong. [S.l.]: John Wiley & Sons. ISBN 0-470-87633-6
- Rubin, Rachel (2000). Jewish gangsters of modern literature. [S.l.]: University of Illinois Press. ISBN 0-252-02539-3
- Ruth, David E. (1996). Inventing the public enemy: the gangster in American culture, 1918–1934. [S.l.]: University of Chicago Press. ISBN 0-226-73218-5
- Shadoian, Jack (2003). Dreams & dead ends: the American gangster film. [S.l.]: Oxford University Press. ISBN 0-19-514292-6
- «Soy un Delincuente». Allmovie. Consultado em 25 de novembro de 2011
- Talbot, Daniel (1975). Film: an anthology. [S.l.]: University of California Press